# 2000 AF56
2000 AF56 är en asteroid i huvudbältet som upptäcktes den 4 januari 2000 av LINEAR i Socorro County, New Mexico.
Asteroiden har en diameter på ungefär 11 kilometer och den tillhör asteroidgruppen Themis.